# Andrés Mirón
Andrés Mirón (Guadalcanal, provincia de Sevilla, 8 de septiembre de 1941-provincia de Sevilla, 8 de octubre de 2004) fue un escritor español.

## Biografía
Cursó Filosofía y Letras en la Universidad Complutense de Madrid al mismo tiempo que iniciaba su actividad poética publicando algunos poemas y dando recitales.
Residió en Sevilla donde ejerció de profesor. Se casó con la pintora granadina, Conchita Díaz Cerezo -Condic- con quien tuvo dos hijas, Soledad y Esperanza.
Falleció en un accidente de tráfico ocurrido el 8 de octubre de 2004 cuando se dirigía a Guadalcanal.
Tiene cerca de treinta libros de poemas publicados, y obtuvo numerosos premios de carácter nacional e internacional. Parte de la obra de Andrés Mirón ha sido traducida al inglés, portugués, francés, italiano y alemán. Tras su muerte en accidente de tráfico fue nombrado Hijo Predilecto de la Villa de Guadalcanal en el 2005

## Obra literaria
La obra de Andrés Mirón es muy amplia, especialmente en verso:

### Poesía
- La selva en esta orilla. Palencia: Rocamador, 1965
- Crónicas de una andadura (1966). Sevilla, 1971
- Las mariposas de Palas Atenea. Sevilla: Editorial Católica, 1974
- Elegía de Sisip. Col. La Peñuela. La Carolina (Jaén), 1974
- Trenos para un verano en Navaespaña. Granada: Caja General de Ahorros y Monte de Piedad, 1976
- Cantoral de un tiempo marchito. Sevilla: Diputación Provincial de Sevilla, 1977
- El llanto de los sauces. Algeciras: Ediciones Bahía, 1977
- El polvo del peregrino, Col. Álamo. Salamanca: 1978
- Libro de las baladas. Granada: Caja de Ahorros y Monte de Piedad, 1979
- Concierto para brisa y crepúsculo, Col. Ángaro. Sevilla, 1980
- Aicila. San Sebastián: Caja de Ahorros de Guipúzcoa, 1981
- Libro de las estatuas de los héroes. Madrid: Rialp, 1984
- Estos son madrigales hallados en un guardapelos de cristal y ausencia. Sevilla: Asociación Cultural Searus, 1986
- Huerto de Betania. Córdoba: Diputación Provincial de Córdoba, 1987
- Galería Nacional: Sala de Retratos. Granada: Antonio Ubago, 1988
- Coro de alejados. Córdoba: Ayuntamiento de Córdoba, 1989
- Rimado de topacio. Ferrol: Sociedad Cultural Valle-Inclán, 1990
- Salterio. Guadalajara: Ayuntamiento de Guadalajara, 1990
- Antología poética. Granada: Antonio Ubago, 1990
- Las niñas del hotel blanco. Badajoz, 1995
- Carta de navegar. Almería, 1997
- Andrés Mirón. Málaga: Diputación de Málaga, 1997
- Marabú. Alicante: Aguaclara, 1999
- Rumbo tarumbo. Málaga: Diputación de Málaga, 2001
- Otoño en Benalixa. Sevilla: Fundación Aparejadores, 2005
- Teoría de las sombras. Las Palmas: Cabildo Insular de Gran Canaria, 2005
- Territorio del tigre. Dos Hermanas (Sevilla): Ayuntamiento de dos Hermanas, 2005
- Número Homenaje al poeta Andrés Mirón. En El molino de la pólvora, n.º 1, 2005

### Narrativa
- Bálago. Sevilla: Qüasyeditorial, 1991
- Poesía de tema arqueológico / selección de Rafael García Serrano. Ciudad Real: Horcisa, 1977
- A la orilla del sol. Un panorama y seis poetas postcontemporáneos: estudio y antología / Juan de Dios Ruiz-Copete. Sevilla: Aldebarán, 1978
- La poesía sevillana de los años setenta (aproximación y análisis) / Manuel Jurado López. Sevilla: Barro, 1980
- Guía de Guadalcanal. Ayuntamiento de Guadalcanal, 1989.
- Poesía sevillana 1950-1990 (estudio y antología) / Pedro Rodríguez Pacheco y Javier Sánchez Menéndez. Brenes (Sevilla): Muñoz Moya y Montraveta Editores, 1992
- Quinta antología de Adonais. Madrid: Rialp, 1993
- III Premio de Poesía Fernando Villalón. Ayuntamiento de Sevilla 1998
- La línea interior (Antología de poesía andaluza contemporánea). Córdoba: Cajasur, 2001
- Poetas en Sevilla. Ayuntamiento de Sevilla, 2002
- Historia de Guadalcanal. 2006

## Premios
La obra de Andrés Mirón fue reconocida mediante numerosos premios a lo largo de su vida. Curiosamente, los tres últimos premios los recibió justo después de haber fallecido:
- Seminario de Estudios (Caja de Ahorros y Monte de Piedad de Granada, 1976, 1977)
- Bahía (Algeciras, 1977)
- Archivo Hispalense (Diputación de Sevilla, 1977)
- José María Lacalle (Barcelona, 1977)
- Ignacio de Luzán (Ayuntamiento de Zaragoza, 1979)
- Jorge Guillén (Gobierno Civil de Burgos, 1979)
- Ciudad de Irún (Caja de Ahorros de Guipúzcoa, 1980)
- Luis Rosales (Diputación Provincial de Granada)
- Florentino Pérez-Embid (Real Academia Sevillana de Buenas Letras, 1983)
- Premio Searus de Poesía (Ayuntamiento de Los Palacios y Villafranca, 1986)
- Luis de Góngora (Diputación Provincial de Córdoba, 1987)
- Ciudad de Guadalajara (Ayuntamiento, 1988)
- Ricardo Molina (Ayuntamiento de Córdoba, 1988)
- Esquío (Caixa de Galicia y Sociedad de Cultura Valle-Inclán de Ferrol, 1989)
- Luis Carrillo y Sotomayor (Ayuntamiento de Baena, 1993)
- Villa de Aoiz (2004)[2]
- Orippo (Ayuntamiento de Dos Hermanas, 2004)
- Premio de Poesía Tomás Morales (Cabildo Insular de Gran Canaria, 2004)